# Benedykt Dąbrowski (żużlowiec)
Benedykt Dąbrowski (ur. 21 marca 1961 w Gorzowie Wielkopolskim) – polski żużlowiec.
Wychowanek Stali Gorzów Wielkopolski. W rozgrywkach ligowych zadebiutował 12 października 1980 roku w meczu wyjazdowym z Unią Leszno. Gorzowską Stal reprezentował w sezonach 1978-1983. Z gorzowskim klubem wywalczył 1 srebrny (1981) i 1 brązowy (1982) Drużynowych Mistrzostw Polski.
Ojciec Sławomira Dąbrowskiego, również żużlowca.